# Großsteingräber bei Buggenhagen
Die Großsteingräber bei Buggenhagen waren mehrere megalithische Grabanlagen unbekannter Zahl der jungsteinzeitlichen Trichterbecherkultur bei Buggenhagen im Landkreis Vorpommern-Greifswald (Mecklenburg-Vorpommern). Sie wurden nach einem Bericht von Joachim von Wedel 1594 von Steinmetzen zerstört. Von Wedel gibt nicht an, wie viele Gräber es in Buggenhagen gab, nur dass sie zahlreich gewesen sein sollen. Auch über Ausrichtung, Maße und Form der Gräber existieren keine Angaben. Bei der Aufdeckung eines Grabes wurden in einer etwa 11 bis 15 Fuß (ca. 3,5–4,7 m) langen Grabkammer mehrere menschliche Skelette entdeckt, zwischen denen Keramikgefäße aufgestellt waren. Bei der Aufdeckung eines zweiten Grabes soll es nach Aussage der Arbeiter angeblich gespukt haben.